# Clifton (Tennessee)
Pour les articles homonymes, voir Clifton.

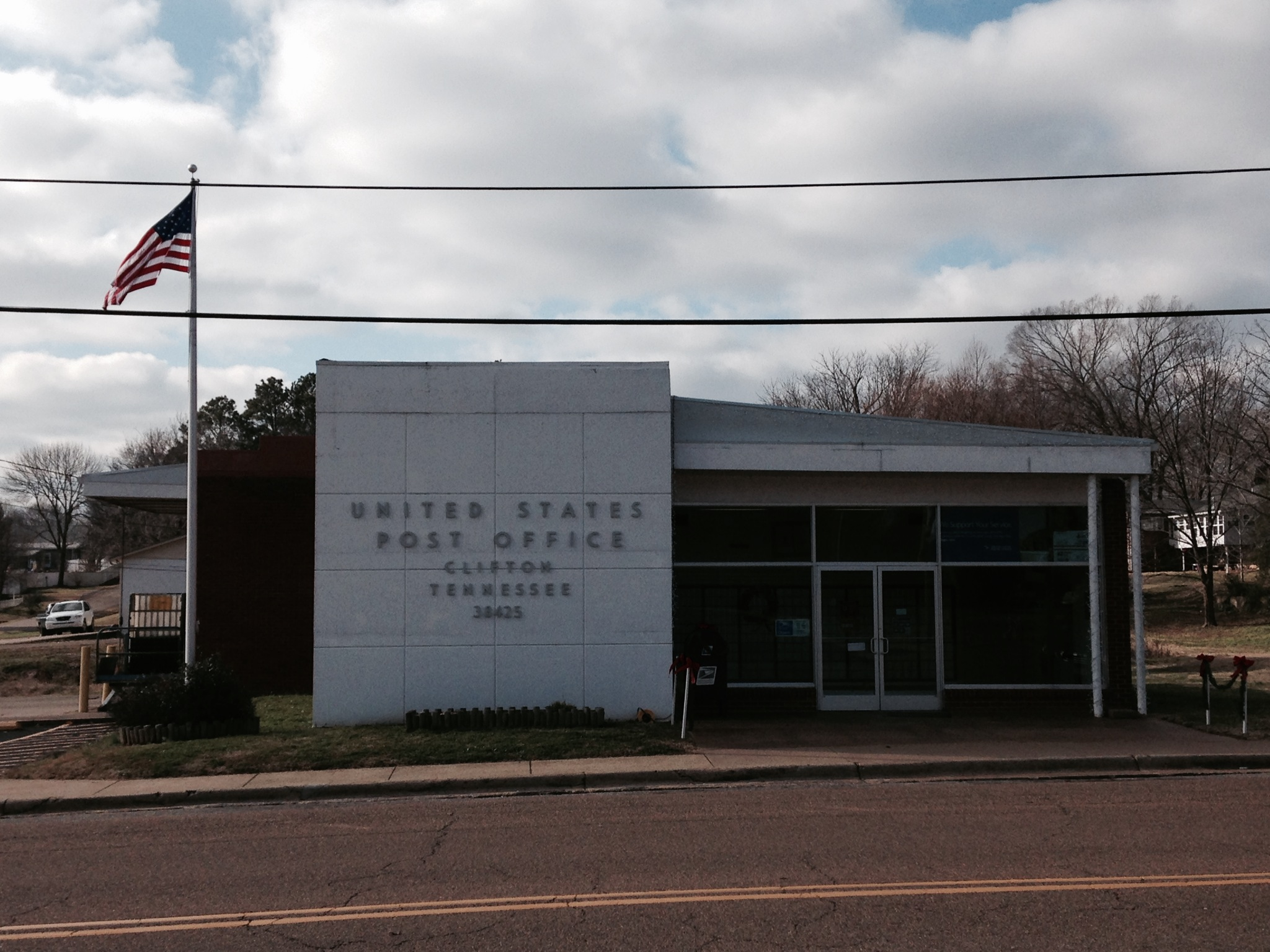
Bureau de poste à Clifton

Clifton est une municipalité américaine située dans le comté de Wayne au Tennessee.
Selon le recensement de 2010, Clifton compte 2 694 habitants. La municipalité s'étend sur 6,93 milles carrés (17,95 km2) dont 0,57 mille carré (1,48 km2) d'étendues d'eau.
Fondée au début du XIXe siècle, Clifton est nommée en référence aux falaises (en anglais : cliffs) surplombant les rives du Tennessee,. Elle devient une municipalité en 1946.